# Fano
Fano är en ort och kommun i provinsen Pesaro e Urbino i regionen Marche, Italien. Kommunen hade 60 872 invånare (2018).
Fano byggdes troligtvis då kejsar Augustus år 9 e.Kr. uppförde ett "tempel Fortuna" samt en triumfbåge som äreminne av vid slaget Metaurus i det andra puniska kriget 207 före Kristus då Hasdrubal Barkas, bror till Hannibal, besegrades och dödades. Lämningar från templet finns idag kvar under kyrkan St. Augustine. Stadsmuren är till flera delar från tiden för Augustus. Släkten Malatesta byggde på medeltiden ut staden med en ringmur samt en befäst borg vid sidan av stadsmuren. Staden har flera palats från renässansen. Idag är Fano en populär badort för italienare. Härifrån går också den gamla romerska vägen Via Flaminia till Rom.
Namnet Fano kommer sig av "Fanum Fortunae" dvs lycka/tur.
Påven Clemens VIII är född här.

## Kultur

### Arkitektur
- Arco d'Augusto

### Museum
- Museo civico di Fano
- Pinacoteca San domenico

### Årliga evenemang
- Rassegna Lirica Torelliana
- Fano Jazz by the Sea
- Fano International Film Festival
- Karneval i Fano

## Vänorter
- Rastatt, Tyskland
- Saint-Ouen-l'Aumône, Frankrike
- St Albans, Storbritannien